# ديونيسيو أغوادو
ديونيسيو أغوادو غارسيا (8 أبريل 1784 - 29 ديسمبر 1849) هو عازف الجيتار الكلاسيكي الإسباني والملحن في فترات الأولى للرومانسية الكلاسيكية.
ولد في مدريد ، درس مع ميغيل غارسيا . في عام 1826 ، زار أغوادو باريس ، حيث التقى وأصبح صديقًا وعاش لفترة طويلة مع فرناندو سور.
كان العمل الرئيسي في أغوادو Escuela de Guitarra هو منهاج تعليمي للجيتار نُشر في عام 1825.  اعتبارًا من عام 2011 ، أُعيدت طباعته، مع إصدار Tecla Editions لإعادة طبعه في عام 2005.  في Escuela Aguado يصف استخدامه للأظافر على اليد اليمنى وكذلك اختراعه لـ «حامل ثلاثي الأرجل»: وهو الجهاز الذي حمل الجيتار، وبالتالي قلل من تأثير حمل الجيتار على جسم العازف .  تشمل أعمال أغوادو الأخرى تروا روندوس بريليانتس (أوبوس 2) ، لو مينيت أفاندانجوادو (أوبوس 15) ، لو فاندانجو فاري (أوبوس 16) ، بالإضافة إلى العديد من الفالس، المينيويت، وغيرها من القطع الخفيفة. تتطلب الأعمال الموسعة تكنيك عالي وتمارين تمدد لأصابعاليد اليسرى.
عاد أغوادو إلى مدريد في عام 1837 وتوفي هناك عن عمر يناهز 65 عامًا. 

## روابط خارجية
- ديونيسيو أغوادو على موقع ميوزك برينز (الإنجليزية)
- ديونيسيو أغوادو على موقع أول ميوزيك (الإنجليزية)
- ديونيسيو أغوادو على موقع ديسكوغز (الإنجليزية)